# 本小松石

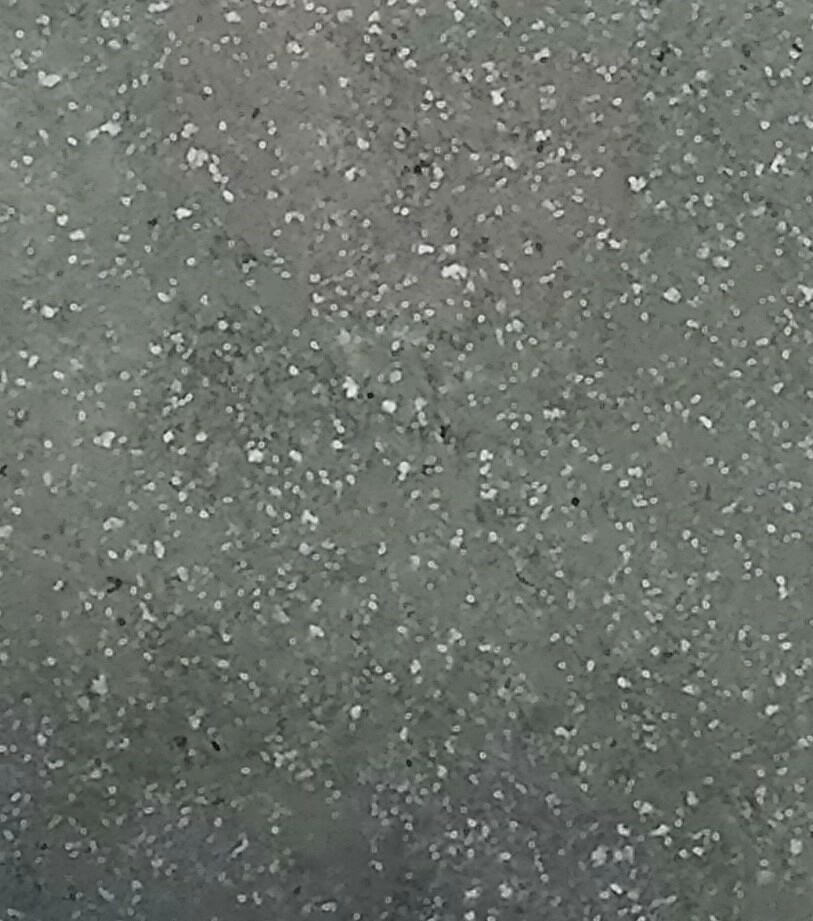
本小松石 青目材

本小松石（ほんこまついし）とは、神奈川県足柄下郡真鶴町岩で産出される安山岩である。
香川県の庵治石（あじいし）、岡山県の万成石（まんなりいし）と並んで最高級品のひとつとされ、日本の銘石としてブランド化されている。皇室をはじめ、徳川家や北条家、源頼朝など歴史上の人物の墓石にも使用され、古くから親しまれている。
江戸時代末期、フランス海軍技術士官レオンス・ヴェルニーは横須賀海軍施設ドックの建造にあたって、各地の石材産地を回って調査し本小松石が最適であると判断して採用した。最古の1号ドックは横須賀造船所時代の明治4年（1871年）に完成しているが、21世紀の現在もなお使用されている。
近年は採石場の確保が難しいこと、量産体制を確保することができないことなどから、供給不足の傾向にある。

## 用途
- 墓石
- 記念碑
- 石垣

## 特徴
- 色 : 淡い緑色
- 石質 : 硬く加工しづらい
- 耐久性 : 粘り気が強く欠けにくい
- 色変わり : しやすい

本小松石の特徴は、気候や温度によって石の表情が変わり、年月を経ることによって風合いが増すところにある。原石の状態では表面が酸化し赤褐色であるが、研磨することにより緑がかった灰色で独特な艶をもった肌がでてくる。
吸水率-1.073%
比重-2.62t/立方m
圧縮強度-195N/m2

## 歴史
本小松石は、約40万年前に箱根火山の噴火により、流れ出た溶岩が海に押し出されて、急速に固まって形成された安山岩石である。真鶴町の旧岩村にある小松山から採石されていたため「小松石」と名付けられたと伝えられる。真鶴以外の産地の石にも「◯◯小松」のようにその名が付けられることから、真鶴原産の小松石は特に「本小松石」と呼ばれるようになった。採石は保元平治の乱後（1160年頃）で、源頼朝が鎌倉に幕府を開くと鎌倉の都市建設の他、寺や城の建造のために  耐久性・耐火性に優れた本小松石が使用されるようになった。江戸時代になると、江戸城の石垣の建造や徳川家代々の墓石にも使用された。特に黒田藩は本小松石を多く産出し、真鶴町の西念寺には黒田長政を顕彰する供養塔（黒田長政供養の碑）や先代石工の碑などが建立されている。

## 種類
石材としての本小松石は大きく青目材（特級品）、赤目材（1級品）、赤混じり（2級品）の3つに分類される。種類によって、値段、色合い、色変わりの早さなどの違いがある。